# Sagen von Unirdischen
Sagen von Unirdischen ist eine Erzählung von Anna Seghers aus dem Jahr 1970, die 1972 in der Sammlung Sonderbare Begegnungen erschien.
Ebenso wie in der Reisebegegnung wird in dem Text nichts Geringeres als das Wesen der Kunst beleuchtet.

## Inhalt
I
Deutschland im 16. Jahrhundert, Bauernkrieg: Dreiundzwanzig Außerirdische sind gelandet. Marie, die Tochter des Bildschnitzers, kommt vorbei und vermutet, sie begegne Michael. Der Sternengast nimmt den genannten Namen an und zeigt dem Mädchen am Himmel seinen Stern. Marie führt Michael in die Werkstatt ihres Vaters, des Meisters Matthias. Man kommt ins Gespräch. Michael bewundert die Kunst des Meisters; seine fertigen und halbfertigen Bildwerke. Aber es ist Krieg. Wieder Krieg, wie vor tausend Erdjahren schon, als die letzte Abordnung vom andern Stern zur Erde gefunden hatte, wundert sich Michael.
Die anderen zweiundzwanzig fordern Michael der Morde und des vergossenen Blutes wegen zur Heimreise auf. Michael bleibt wegen Marie und der Altarschnitzerei; also der Kunst wegen, die die Erdenmenschen haben; die Kunst, eine Kraft, die auf dem Heimatstern keiner hat. Zuhause gibt es nur Nichtkünstler.
Die Außerirdischen bringen Matthias und Marie während des wütenden Angriffskrieges aus der Gefahrenzone auf eine Luftinsel.
Das Kriegsopfer Marie stirbt, ist aber nicht ganz tot, sondern fliegt, wie eben Engel fliegen, durch das Weltall, diesen „einzigen Wirbel goldner Luft“. Matthias lässt sich mit seiner Tochter bestatten.
II
Da bricht der nächste Trupp zum Erdstern auf. Dort tobt der Dreißigjährige Krieg. Einer der Reisenden will erforschen, was Kunst ist. Als er glücklich gelandet ist und ihn Katrin nach seinem Namen fragt, erwidert er „Melchior“, weil er diesen Namen gerade gehört hat. Melchior wird als Hexenmeister beschimpft, weil er einen Fotoapparat mitgebracht hat. Katrin gilt als Hexe, weil sie bei Melchior bleibt. Immer noch ist Krieg. Wieder rückt ein Heer an. Erneut rettet ein Flugapparat der Frau des Außerirdischen das Leben. Melchior begreift die Verwüstung nicht. Katrin hat die Erklärung. Katholik und Evangelischer können sich nie im Leben vertragen. Das Paar heiratet. Der handwerklich begabte Melchior avanciert zum gut besuchten Müller, aber er bekommt Heimweh nach seinem Stern und stirbt, weil ihm keiner auf seine Nachricht antwortet. Katrin schlägt sich durchs Leben. Die Tochter heiratet einen Bauern. Das Paar bekommt zwei Töchter und drei Söhne.
III
Einmal kramt einer der Nachfahren auf dem Speicher in den seltsamen Erbstücken und hält endlich das Funkgerät ans Ohr, mit dem Melchior zu Lebzeiten seinen Stern kontaktieren wollte. Da hört der junge Erbe ein paar Töne. Dann ist Ruhe. Anna Seghers schließt im Märchenton: „Wenn das Ding nicht längst zerbrochen ist, wird es sich vielleicht noch einmal hörbar machen, bei dem, an den es inzwischen geraten ist.“

## Rezeption
- Die Raumfahrer vom fernen Stern können die Menschen, insbesondere die an den Erdbewohnern beobachtete Koexistenz von Kunst- und Zerstörungswillen, partout nicht begreifen.[7]
- DDR-Autoren – zum Beispiel Fühmann, Sarah Kirsch, Irmtraud Morgner und Christa Wolf – hätten sich die in den „Sonderbaren Begegnungen“ artikulierte Kunstauffassung der Seghers zu Herzen genommen. So ist zum Beispiel Seghers’ Hexe Katrin als Vorbild für Morgners Hexen denkbar.[8] Und in dem Text Sagen von Unirdischen sehne sich die Autorin nach der Verquickung von Ratio und Ars.[9]
- Historisches wird mit so etwas wie Science fiction durchaus reizvoll verknüpft. Bei Matthias denkt Schrade an Matthias Grünewald.[10] In diesem gewichtigen kleinen Spätwerk begegne dem Leser nicht mehr die Klassenkämpferin Seghers[11], sondern die Künstlerin mit der Botschaft: „Große Kunst kommt aus einer tiefen Gläubigkeit.“[12]
- Der irdische Bildhauer Matthias gibt dem außerirdischen Intellektuellen eine Vorstellung von Kunst.[13]

### Ausgaben
- Sagen von Unirdischen. S. 5–48 in: Anna Seghers: Sonderbare Begegnungen.  (enthält noch: Der Treffpunkt. Die Reisebegegnung). 149 Seiten. Aufbau-Verlag Berlin 1972 (2. Aufl. 1974), ohne ISBN (verwendete Ausgabe)
- Sagen von Unirdischen. S. 415–449 in: Anna Seghers: Erzählungen 1963-1977. (Die Kraft der Schwachen (Agathe Schweigert. Der Führer. Der Prophet. Das Schilfrohr. Wiedersehen. Das Duell. Susi. Tuomas beschenkt die Halbinsel Sorsa. Die Heimkehr des verlorenen Volkes) Das wirkliche Blau. Überfahrt. Sonderbare Begegnungen (Sagen von Unirdischen. Der Treffpunkt. Die Reisebegegnung) Steinzeit. Wiederbegegnung) Band XII. Gesammelte Werke in Einzelausgaben. Aufbau-Verlag, Berlin 1981 (2. Aufl.), 663 Seiten, ohne ISBN
- Sagen von Unirdischen. S. 355–389 in Anna Seghers: Post ins Gelobte Land. Erzählungen. Auswahl Ursula Emmerich. Illustrationen Günther Lück (Grubetsch. Bauern von Hruschowo. Die schönsten Sagen vom Räuber Woynok. Das Obdach. Post ins Gelobte Land. Der Ausflug der toten Mädchen. Das Argonautenschiff. Die Hochzeit von Haiti. Crisanta. Der Führer. Das Duell. Tuomas beschenkt die Halbinsel Sorsa. Sagen von Unirdischen. Steinzeit). Aufbau-Verlag, Berlin 1990 (1. Aufl.), ISBN 3-351-01653-0.

### Sekundärliteratur
- Heinz Neugebauer: Anna Seghers. Leben und Werk. Mit Abbildungen (Wissenschaftliche Mitarbeit: Irmgard Neugebauer, Redaktionsschluss 20. September 1977). 238 Seiten. Reihe „Schriftsteller der Gegenwart“ (Hrsg. Kurt Böttcher). Volk und Wissen, Berlin 1980, ohne ISBN
- Ute Brandes: Anna Seghers. Colloquium Verlag, Berlin 1992. Bd. 117 der Reihe „Köpfe des 20. Jahrhunderts“, ISBN 3-7678-0803-X.
- Andreas Schrade: Anna Seghers. Metzler, Stuttgart 1993 (Sammlung Metzler Bd. 275 (Autoren und Autorinnen)), ISBN 3-476-10275-0.
- Sonja Hilzinger: Anna Seghers. Mit 12 Abbildungen. Reihe Literaturstudium. Reclam, Stuttgart 2000, RUB 17623, ISBN 3-15-017623-9.